# Federico Leo
Federico Leo (Varese, 27 de agosto de 1988) é um piloto italiano de automobilismo.
Leo fez a sua estreia na GP2 Series na última etapa da temporada de 2010 em Abu Dhabi, substituindo seu compatriota Edoardo Piscopo na equipe Trident.